# Il cavaliere, la morte e il diavolo
Pour plus de détails, voir Fiche technique et Distribution.
Il cavaliere, la morte e il diavolo est un film italien réalisé par Beppe Cino et sorti en 1983.
C'est une adaptation cinématographique de la nouvelle autrichienne La Nouvelle rêvée (Traumnovelle) d'Arthur Schnitzler publié en 1926. Le titre du film fait référence à une gravure réalisée en 1513 par Albrecht Dürer : Le Chevalier, la Mort et le Diable (Ritter, Tod und Teufel).
Il a été présenté hors compétition à la Mostra de Venise 1983.

## Synopsis
Alors qu'ils se promènent dans un parc, Monika et sa fille Lola font la rencontre d'un homme mystérieux et séducteur du nom d'Orlok. Dans le même temps, Nicholas, le mari de Monika et le père de Lola, croise Patty, une jeune punkette attirante. Il la raccompagne chez elle mais se refuse finalement à commettre un adultère. De retour chez eux, les fantasmes et les rêves de Nicholas, Monika et Lola vont les mener loin...

## Fiche technique
Sauf indication contraire, les informations mentionnées dans cette section peuvent être confirmées par la base de données cinématographiques IMDb,  présente dans la section « Liens externes ».
- Titre original : Il cavaliere, la morte e il diavolo[2],[3] (litt. « Le Chevalier, la Mort et le Diable »)
- Réalisateur : Beppe Cino
- Scénario : Beppe Cino
- Photographie : Antonio Minutolo
- Montage : Emanuele Foglietti
- Musique : Ettore De Carolis (it)
- Décors : Carmelo Agate
- Costumes : Rosalis Moraes Waine
- Trucages : Franco Casagni
- Production : Beppe Cino
- Société de production : Lumpenfilm
- Pays de production :  Italie
- Langue originale : italien
- Format : Couleurs - 35 mm[1]
- Durée : 97 minutes[1])
- Genre : Drame et fantastique
- Dates de sortie :
  - Italie : 1983 (Mostra de Venise 1983) ; 1985 (en salles[3])

## Distribution
- Paolo Bonacelli : Nicholas
- Mirella D'Angelo : Monica
- Piero Vida (it) : Orlok
- Jeanne Mas : Patty
- Lola Ledda : Lola